# Mirsad Bešlija
Mirsad Bešlija (Živinice, 6 luglio 1979) è un ex calciatore bosniaco, di ruolo centrocampista.

## Palmarès

### Club

#### Competizioni nazionali
- Campionato bosniaco: 2

Željezničar: 2011-2012, 2012-2013
- Coppa di Bosnia: 2

Željezničar: 2010-2011, 2011-2012